# Кацура Асука
Кацура Асука (яп. 桂 明日香) — японська манґака та ілюстраторка.

## Біографія
Народилася 15 березня (рік не вказано) у префіктурі Хоккайдо, нині проживає в Токіо. Дебютувала у 2003 році з твором «Неджі то рантан» (яп. 螺子とランタン, «Гвинтик і ліхтар»), який отримав почесну відзнаку на 15-му конкурсі «Премія для нових манґак Ace & Next» (яп. 新人漫画賞 Ace & Next) від видавництва Kadokawa Shoten.
Твори Кацури різноманітні: іноді це комедії, іноді драми; деякі з них відбуваються в повсякденному житті, інші — у фантастичних світах. Вона публікувала свої роботи для молодої та старшої аудиторії, як чоловічої, так і жіночої.

## Роботи
- Neji to rantan (яп. 螺子とランタン, досл. «Гвинтик і ліхтар» , 2003—2004, Kadokawa Shoten, журнал Shōnen Ace)
- Kozetto no Shōzō (яп. コゼットの肖像, досл. «Портрет Козетти»; 2004—2005, Kodansha, журнал Magazine Z) — манґа-адаптація OVA «Le Portrait de Petit Cossette»
- Soko wa bokura no mondai desu kara (яп. そこはぼくらの問題ですから, досл. «Тому що це наша проблема»; 2005, Ohta Publishing, журнал Manga Erotics F)
- BLOOD+ (2005—2007; Kadokawa Shoten, Shōnen Ace) — манґа-адаптація телевізійного аніме.
- Honey Comb (яп. ハニカム, латиніз.: Hanikamu; 2007—2011, ASCII Media Works, Weekly ASCII)
  - Lady Honey Comb (яп. レディ・ハニカム; 2015—2016, KADOKAWA / ASCII Media Works, Weekly ASCII)
- Hanayashiki no jūnin-tachi (яп. 花やしきの住人たち, досл. «Жителі Ханаяшикі»; 2007—2008, Shōnen Ace)
- Shinwa ponchi (яп. 神話ポンチ; 2009—2010, Square Enix, Young Gangan)
- Bishōnen meigonshū (яп. 美少年名言集, досл. «Збірка афоризмів красенів»; 2009—2011, Ohta Publishing, Manga Erotics F)
- Billionaire Girl (яп. ビリオネアガール, латиніз.: Birionea gāru, досл. «Дівчина-мільярдерка»; 2009—2013, Kodansha, good! Afternoon)
- Wa kura ban (яп. わくらばん; 2012—2014, KADOKAWA / ASCII Media Works, Weekly ASCII)
- Surōhaitsu no kamisama (スロウハイツの神様, 2016—2019, Kodansha, журнал Hatsu Kiss)
- 47-Sai, V-kei (яп. 47歳、V系, досл. «47歳、V系»; 2019—2022, Comic DAYS)

- Shōnen kyūketsuki no nankin heya (яп. 少年吸血鬼の軟禁部屋, досл. «Кімната ув'язнення юного вампіра», 2022—2024, Mystery Bonita)